# Andrei Folbert
Andrei Folbert, né le 6 janvier 1931, à Meșendorf, en Roumanie et mort le 9 septembre 2003, est un ancien joueur de basket-ball roumain.